# Kim Driscoll
Kimberley Layne Driscoll (Hawái, 12 de agosto de 1966) es una política y abogada estadounidense que ejerce como la 73.ª vicegobernadora de Massachusetts desde 2023. Previamente se desempeñó como alcaldesa de Salem, Massachusetts de 2006 a 2023. Es miembro del Partido Demócrata. 
Driscoll fue elegida alcaldesa por primera vez en 2005. Antes de convertirse en alcalde, Driscoll se desempeñó como miembro electo del Concejo Municipal de Salem y trabajó como subadministradora de la ciudad y principal asesor legal de la ciudad de Chelsea, Massachusetts.